# Lang Hancock
Langley Frederick George „Lang“ Hancock (* 10. Juni 1909 in Perth, Australien; † 27. März 1992 ebenda) war ein australischer Eisenerzmagnat. 
Hancock hatte eine deutliche Präsenz in der australischen Wirtschaft und Politik. Sein erster großer Erfolg war 1952 die Entdeckung des größten Eisenerzvorkommens der Welt in der westaustralischen Pilbara-Region, dessen Ausbeutung ihn zum reichsten Mann Australiens machte.  Seine Tochter Gina Rinehart bereitete er bereits sehr früh auf seine Nachfolge vor, indem er sie mit 19 Jahren als persönliche Assistentin in sein Unternehmen Hancock Prospecting holte.
Trotz seiner wirtschaftlichen Erfolge war er in seinen letzten Jahren vor allem wegen seiner umstrittenen Heirat mit der 39 Jahre jüngeren Rose Porteous, einer von den Philippinen nach Australien eingewanderten Immigrantin, bekannt. Seine Tochter Gina Rinehart war gegen die Ehe mit Porteous, der sie öffentlich vorwarf, ihren Vater nur wegen seines Vermögens geheiratet und ihn am Ende gar vergiftet zu haben, und mit der sie zehn Jahre lang um das Erbe prozessierte, sich letztlich aber außergerichtlich einigte.